# Independentisme gallec

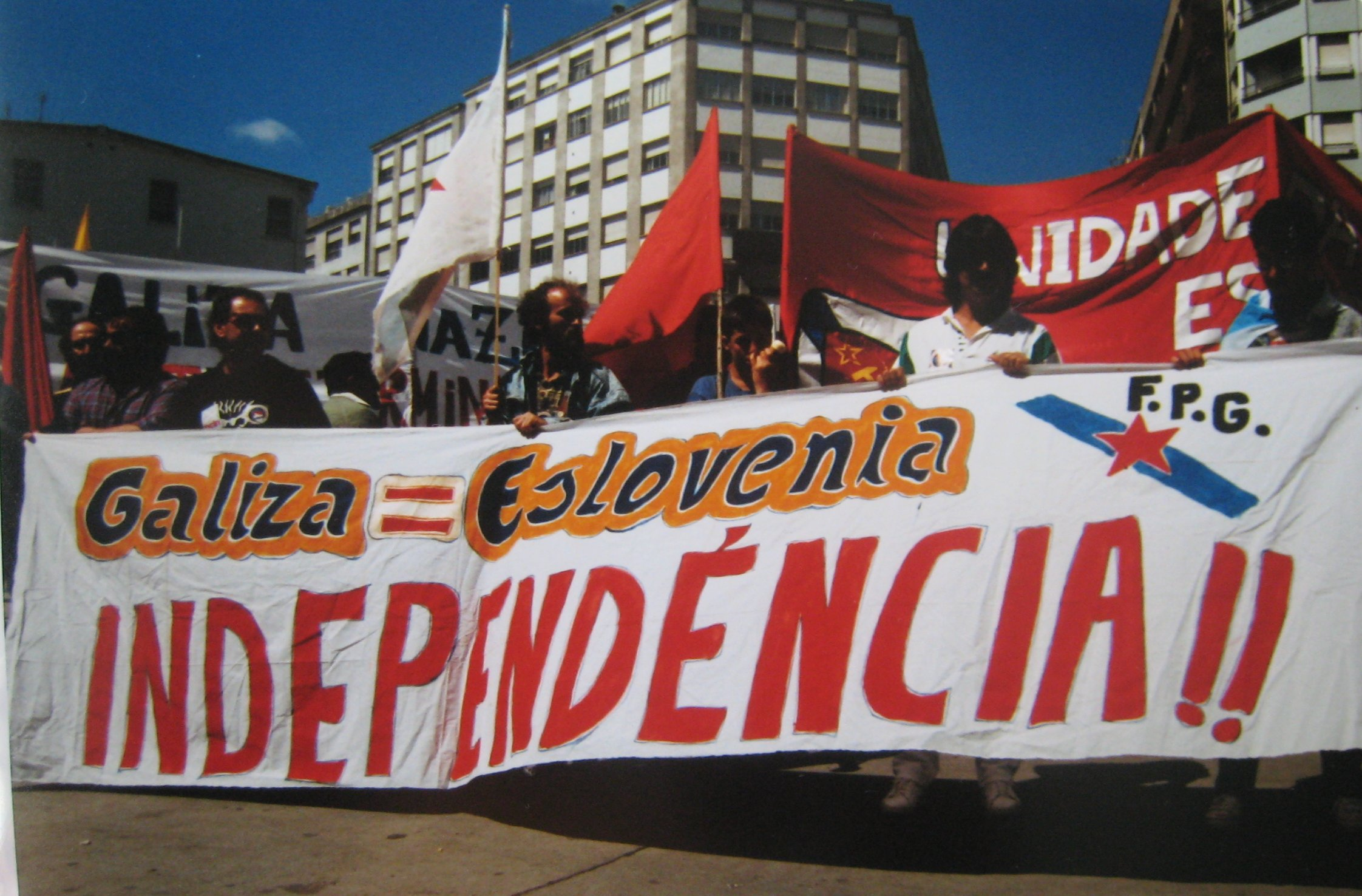
Manifestació de FPG el 25 de juliol, Día da Patria, de 1991

Independentisme gallec és un corrent minoritari del nacionalisme gallec que pretén la separació de Galícia d'Espanya i la constitució d'una república gallega independent.

## Història
La primera concreció política organitzada fou el Comité Revoluzonareo Arredista Galego de Fuco Gómez fundat a Cuba vers el 1920, però durant la II República Espanyola no va tenir a penes rellevància.
A començament de la dècada de 1970, un sector d'UPG pròxim a Moncho Reboiras intentà organitzar la lluita armada contra el franquisme seguint el model d'ETA, però va acabar amb la mort de Moncho Reboiras. El 1978, un sector d'UPG es va escindir, i va constituir primer la Unión do Povo Galego-liña proletaria i posteriorment el Partido Galego do Proletariado, de caràcter independentista, que constituí un front assembleari, Galicia Ceibe-OLN, que es dissoldria el 1981. Propicià la creació de LAR (Loita Armada Revolucionaria), que actuà principalment contra la construcció de l'autopista AP-9, cosa que provocà la detenció d'alguns dirigents, entre ells Xosé Luís Méndez Ferrín. Galicia Ceibe-OLN es negà a entrar al BNG durant l'Assemblea de Riazor.
El 1986 el Partido Comunista de Liberación Nacional, escissió independentista d'UPG, fou expulsat del BNG per donar suport la candidatura d'Herri Batasuna durant les Eleccions al Parlament europeu. Junt a Galiza Ceive-OLN (nou nom de l'organització) i diversos col·lectius independentistes, formaren la Frente Popular Galega el juliol de 1988, la principal organització independentista gallega des d'aleshores.
En aquest context aparegué l'Exército Guerrilheiro do Povo Galego Ceive, que realitzà 90 accions terroristes en sis anys, l'última el 13 de setembre de 1991. Com a conseqüència moriren dos activistes, un guàrdia civil i una noia. Foren detinguts una dotzena de membres.

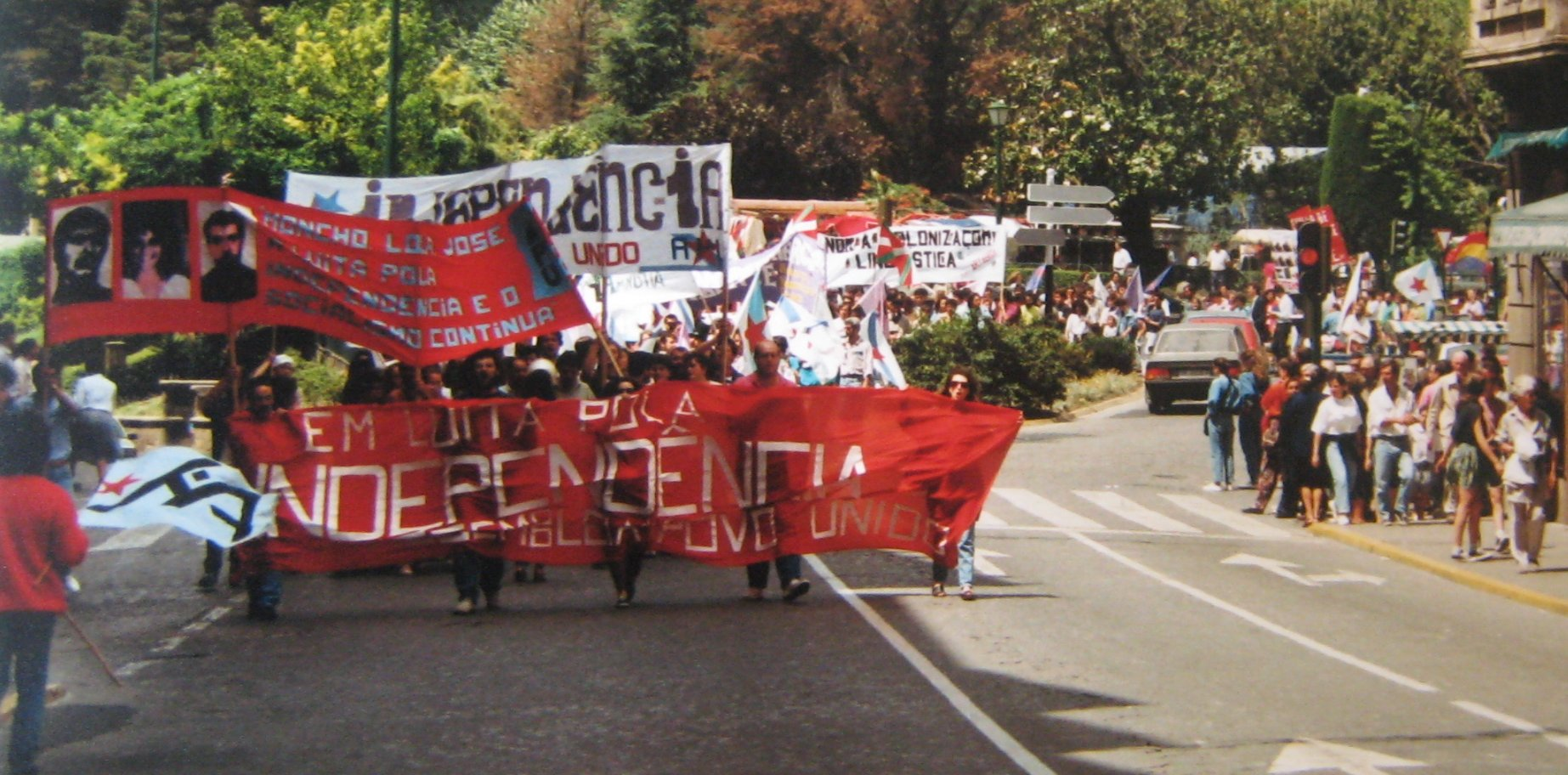
Manifestació d'APU el 25 de juliol de 1991

El 1989, el sector pròxim a Galiza Ceive-OLN marxà de Frente Popular Galega per diferències sobre estratègia i el tractament dels presos d'EGPGC, i creà l'Assembleia do Povo Unido (APU). El Frente Popular Galega continua existint actualment, i és el principal partit independentista en nombre de vots. Tenen cert suport social i electoral al Morrazo i compta amb un sindicat afí, la Central Unitaria de Traballadores (CUT). L'APU es va autodissoldre el 1995 i el seu espai polític fou ocupat per l'organització juvenil Assembleia da Mocidade Independentista (AMI), creada en 1993.

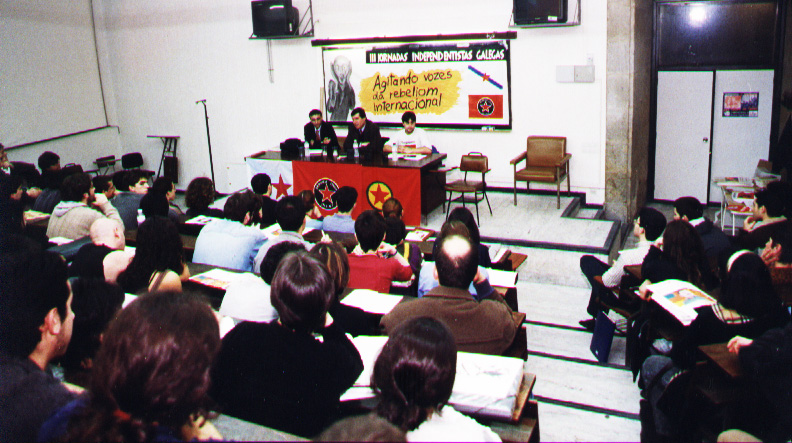
III Jornades Independentistes Gallegues, organitzades per Primeira Linha a Compostel·la el 1999.

Una altra organització de caràcter independentista també escindida d'UPG (1996) és constituïda posteriorment fora del BNG (1996) és Primeira Linha. La seva força estava centrada en els ambients estudiantils de Compostel·la i a la comarca do Condado. Igual que Galiza Ceive-OLN i la resta d'organitzacions aparegudes a partir de la dècada de 1990, assumeix els postulats del reintegracionisme lingüístic (l'única excepció actual en l'independentisme és FPG). Totes aquestes organitzacions són comunistes, si bé el model organitzatiu varia del marxisme-leninisme clàssic fins a l'assemblearisme.

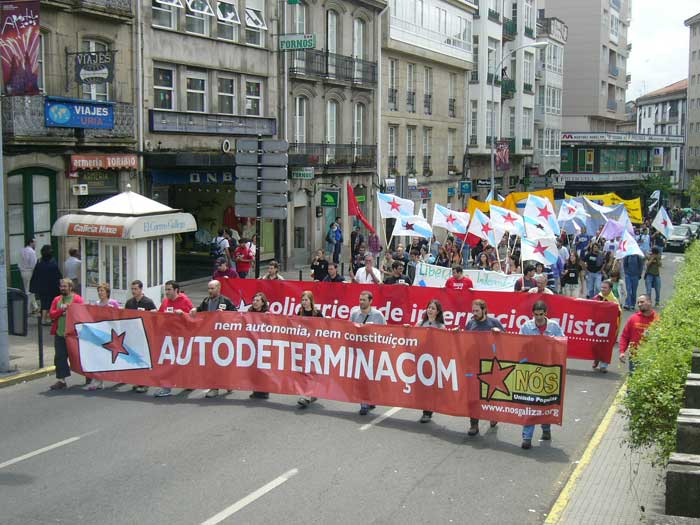
Manifestació de NÓS-Unidade Popular el 25 de juliol de 2005

En els primers anys de la dècada de 1990 es formulà una proposta, coneguda com a Procés Espiral, que pretenia unificar els nombrosos grups independentistes existents, tots ells de militància reduïda i àrees d'acció limitades. A final de la dècada es va constituir Nós-UP, que comptava amb l'AMI com a organització juvenil. La seva militància és bàsicament juvenil i el seu treball es va centrar en els centres socials, les lluites juvenils i les organitzacions feministes. Com a organització marc constituïren el Movimento Nacional de Liberaçom de Galiza, si bé discrepàncies entre Nós-UP i AMI motivaren que aquella creés la seva pròpia organització juvenil, BRIGA i estudiantil, AGIR.
Deu membres d'AMI i Nós-UP i altres col·lectius foren detinguts el 2005 i dos d'ells foren acusats de col·locar una bomba en un caixer automàtic a Compostel·la. Aquest mateix any es va fer pública l'existència d'un grup anomenat Resistencia Galega que se li ha atribuït alguns atemptats amb bombes de petita potència.
El 2005 es començaren a formar altres organitzacions dins del BNG, novament procedents en bona part d'UPG, de caràcter independentista: el Movemento pola Base i el grup juvenil Isca. Tenen com a referència l'AN-PG dels anys 70 i compten amb més suport a les zones rurals i a l'organització sindical nacionalista CIG.
A la primavera de 2007 es va fer pública una nova temptativa d'unificació de l'independentisme anomenada Causa Galiza.